# Georg Geismann
Georg Geismann (* 11. Februar 1935 in Gelsenkirchen) ist ein deutscher Politikwissenschaftler und Philosoph.

## Ausbildung und Beruf
An ein Studium der Betriebswirtschaftslehre in den Jahren 1954 bis 1959 an den Universitäten Köln und Amsterdam mit dem Abschluss Diplom-Kaufmann schloss Geismann ein weiteres Studium in Politikwissenschaft, Philosophie und Volkswirtschaftslehre in Den Haag und Köln an. Nach der Promotion 1964 an der Universität zu Köln mit einer Arbeit zum politischen System der Niederlande folgte ein zweijähriger Studienaufenthalt in Paris. Im Anschluss war Geismann von 1966 bis 1970 Wissenschaftlicher Assistent an der Universität Mannheim.  Währenddessen konnte er einen längeren Studienaufenthalt in Israel wahrnehmen. Seine Habilitation erfolgte im Jahr 1971 mit der Schrift Ethik und Herrschaftsordnung an der Universität Mannheim; in seinem Habilitationsvortrag beschäftigte er sich mit der Innen- und Außenpolitik Israels. Danach war Geismann zunächst Privatdozent in Mannheim mit einer Lehrstuhlvertretung (Dolf Sternberger) 1973 in Heidelberg.
Im Jahr 1973 wurde Geismann Professor für Politische Philosophie und Wissenschaftstheorie an der Universität der Bundeswehr München. Forschungen zur politischen Philosophie in der Tradition von Immanuel Kant, Thomas Hobbes und Jean-Jacques Rousseau stehen im Fokus seiner Interessen. Hierzu legte er auch eine Reihe von kritischen Arbeiten zur angemessenen Interpretation Kants vor.
Im Jahr 1995 verließ Geismann die Universität der Bundeswehr München und lebte für einige Jahre in Florenz und Venedig; seit 2005 wohnt er in Berlin und arbeitete ehrenamtlich zunächst als Vollzugshelfer und Schulmediator, seit 2015 als Deutschlehrer für Flüchtlinge.
In seiner Abschiedsvorlesung vertrat er zur Rechtfertigung von Desertionen im Zweiten Weltkrieg in Übereinstimmung mit der Radbruchschen Formel die These: „Ein Verstoß gegen Rechte des Bürgers – ich nenne ihn „Ungerechtigkeit“ – erfolgt als solcher innerhalb der rechtlichen Grenzen, die staatlicher Herrschaftsausübung gezogen sind. Daher hebt die Ungerechtigkeit staatlicher Befehle die Gehorsamspflicht der Bürger nicht auf. Ein Verstoß gegen das Recht der Menschheit hingegen – ich nenne ihn „Unrecht“ – erfolgt als solcher außerhalb jener Grenzen. Das Unrecht staatlicher Befehle hebt deshalb die Gehorsamspflicht der Bürger auf.“

## Auseinandersetzung mit Michael Wolffsohn
Nachdem Geismann im Januar 1992 Dekan der Fakultät für Sozialwissenschaften geworden war, entwickelte sich ein Streit mit seinem Fakultätskollegen Michael Wolffsohn um Lesungen aus Hitlers berüchtigtem Buch Mein Kampf, die Geismann in den zurückliegenden Jahren insgesamt dreimal an der Universität bzw. an der benachbarten Volkshochschule in Neubiberg vor einem historisch interessierten Publikum gehalten hatte. Der Streit eskalierte in den folgenden Monaten, erhielt etliches Presseecho und führte zu einer Frontenbildung in der Professorenschaft. Der zunächst unbeteiligte Präsident der Universität, Jürgen von Kruedener, wurde in den Strudel der Ereignisse hineingezogen und musste zurücktreten. Henryk M. Broder nannte diese Auseinandersetzung eine „Geisterstunde bei der Bundeswehr“.